# Cezmi Ersöz
Cezmi Ersöz (* 1959 in Istanbul) ist ein türkischer Schriftsteller und Dichter.

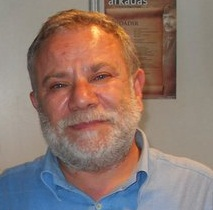
Cezmi Ersöz (2011)

Das literarische Schaffen von Cezmi Ersöz zeichnet sich durch eine systemkritische und humanistische Perspektive aus, die aus seiner Auseinandersetzung mit der türkischen Militärdiktatur resultiert.